# Майклз, Мими
Ми́ми Майклз (англ. Mimi Michaels; 22 февраля 1983, Грейт-Нек, Нассо, Нью-Йорк, США) — американская актриса

.

## Биография и карьера
Майклз родилась в Грейт-Неке, округ Нассо, штат Нью-Йорк. Она посещала Высшую школу исполнительных искусств ЛаГуардия в Нью-Йорке. После окончания учреждения, по совету декана школы, вместо того, чтобы пойти учиться в Государственный университет Нью-Йорка, она переехала в Лос-Анджелес, чтобы продолжить актёрскую карьеру. В перерывах между ролями, она брала литературные занятия в Университете Южной Калифорнии, где она специализировалась в английском языке.
Майклз вспоминает, как она играла персонажей в костюмах в возрасте трёх лет и начала профессионально сниматься в рекламных роликах с четырёхлетнего возраста. Одна из её ранних детских телевизионных ролей была в «Субботнем вечером в прямом эфире» в 1991 году. Она из актёрской семьи: её дедушка и бабушка по материнской линии играли в водевиле и театрализованной драме, а её брат Фред работает в кинопроизводстве в качестве сценариста.

## Избранная фильмография
| Год       |    | Русское название                 | Оригинальное название          | Роль                        |
| --------- | -- | -------------------------------- | ------------------------------ | --------------------------- |
| 1991      | с  | Субботним вечером в прямом эфире | Saturday Night Live            | Синди                       |
| 1995      | с  | Все мои дети                     | All My Children                | Аманда                      |
| 1996—2001 | с  | Закон и порядок                  | Law & Order                    | Ванесса Кэри / Хезер Денсло |
| 2003      | с  | Женская бригада                  | The Division                   | Карен                       |
| 2003      | с  | Без следа                        | Without a Trace                | Терри Фуллер                |
| 2005      | с  | Клиент всегда мёртв              | Six Feet Under                 | Шэннон                      |
| 2006      | с  | Акула                            | Shark                          | Дженни Деннисон             |
| 2006      | с  | Мыслить как преступник           | Criminal Minds                 | Брук Шеймберс               |
| 2008      | ф  | Бугимен 3                        | Boogeyman 3                    | Линдси                      |
| 2009      | с  | C.S.I.: Место преступления       | CSI: Crime Scene Investigation | Тиффани Коа                 |
| 2009      | ф  | Голая правда                     | The Ugly Truth                 | фанатка                     |
| 2009      | ф  | Геймер                           | Gamer                          | Стиккинмаффин               |
| 2010      | ф  | Семейная свадьба                 | Our Family Wedding             | Подвыпившая девушка № 1     |
| 2010      | с  | Кости                            | Bones                          | Солей                       |
| 2011      | ф  | Похороненная 2                   | ChromeSkull: Laid to Rest 2    | Джессика                    |
| 2012      | с  | Касл                             | Castle                         | Сара Маркс                  |
| 2013      | с  | Избранный                        | Chosen                         | Либби                       |
| 2013      | с  | Парк авеню, 666                  | 666 Park Avenue                | Кэтрин МакКенни             |
| 2013      | ки | BioShock Infinite                | BioShock Infinite              | Дополнительные голоса       |
| 2015      | ф  | Наркотик                         | Dope                           | Секретарь Эй Джея           |
| 2016      | с  | Стартап                          | StartUp                        | Мими                        |
| 2017      | с  | Оттенки синего                   | Shades of Blue                 | Кэролайн Уинстон            |